# メリッサ・コーエン・バイデン
メリッサ・バチヤ・コーエン・バイデン（Melissa Batya Cohen Biden）は、南アフリカ・アメリカ合衆国の活動家、ドキュメンタリー映画製作者である。ヨハネスブルグ出身の彼女は環境活動家、自然保護活動家として知られている。またロサンゼルスを拠点に先住民の保護を推進するトライバル・ワールズの共同運営者でもある。2016年に彼女はドキュメンタリー映画シリーズ『Tribal Lands』を製作するものの、配信プラットフォームに移行する前にプロジェクトは中止となった。2019年にジョー・バイデンの息子のハンター・バイデンと結婚した。

## 生い立ちと教育
南アフリカ共和国ヨハネスブルグで生まれた。最初の1年は孤児院で過ごした後、3人の息子がいる南アフリカのユダヤ人夫婦のリーとゾーイ・コーエンの養女となった。ユダヤ教信者として育てられた彼女はユダヤ系のデイ・スクールに通った後、グリーンサイド・デザイン・センター・カレッジ・オブ・デザインでインテリアデザインを学んだ。21歳の時にロサンゼルスに移り、カリフォルニア大学ロサンゼルス校（UCLA）の園芸学部の補習課程に通った。

## キャリア
バイデンは環境保護・自然保護団体の擁護者である。彼女はグリーンピースのメンバーであり、またロサンゼルスを拠点に先住民の保護を推進するトライバル・ワールズの共同運営者でもある。さらに密猟に対抗する活動も行っている。
彼女はアフリカの先住民族コミュニティの紹介を目的としたドキュメンタリー『Tribal Lands』に取り組んだ。しかしプロジェクトは2016年に中止され、ドキュメンタリーの配信は無かった。

## 私生活
UCLA在籍中にアメリカ人実業家のジェイソン・ラヴェンダー（Jason Lavender）と出会い、2011年に結婚した。
2019年に元アメリカ合衆国副大統領ジョー・バイデンとその最初の妻のネイリア・ハンター・バイデンの次男ハンター・バイデンと知り合った。出会いから6日後の2019年5月16日、ロサンゼルスの彼女のアパートで結婚した。結婚式には両家族ともに出席しなかったが、その後夫婦はジョー・バイデンに電話をかけて祝福を受けた。2020年3月に息子のジョセフ・ロビネット・"ボー"・バイデン4世（Joseph Robinette "Beau" Biden IV）がロサンゼルスで生まれた。彼女はまた夫の前妻キャスリーンとのあいだに生まれた娘のナオミ、フィネガン（Finnegan）、メイシー（Maisy）の継母でもある。
彼女は2021年1月にジョー・バイデンの大統領就任式に出席した。
彼女はコサ語、ヘブライ語、イタリア語、英語を話すことが出来る。彼女とその家族はカリフォルニア州マリブのリトルロックに住んでいる。彼女はアメリカ合衆国に帰化した 。